# Жан-Рішар Блок
Жан-Ріша́р Бло́к (фр. Jean-Richard Bloch; 25 травня 1884, Париж — 15 березня 1947) — французький письменник-комуніст.
Народився в Парижі. Перша збірка оповідань «Доля Леві» (1912), як і ранні публіцистичні статті, спрямована проти капіталістичного ладу; цим же характеризується і його найвидатніший роман «… і Компанія» (1918). Після перебування в Іспанії (1936) написав книгу «Іспаніє, Іспаніє!».
З 1941 до 1944 жив в СРСР.
У виступах по радіо і в пресі прославляв героїв Опору, закликав до боротьби з фашизмом. Написав книгу антифашистських статей «Від Франції окупованої до Франції озброєної» (1949), за яку був посмертно удостоєний Золотої медалі Миру. Блоку належать також роман «Сібілла» (1932), п'єси «Обшук у Парижі» (1942), «Тулон» (1943) та ін.